# Trysull and Seisdon
Trysull and Seisdon est une paroisse civile du Staffordshire, en Angleterre.